# 스크래블

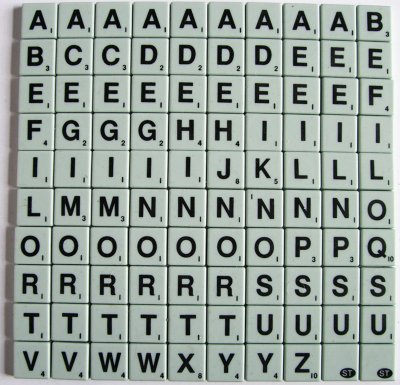
영어판에서 사용되는 타일

스크래블(Scrabble)은 알파벳이 새겨진 타일을 보드 위에 가로나 세로로 단어를 만들어 내면 점수를 얻게 되는 방식의 보드 게임이다.
스크래블은 1931년 미국의 경제대공황 시기에 실직한 건축가였던 알프레드 모셔 버츠(Alfred Mosher Butts)가 만들었으며, 이후 큰 인기를 얻어 오늘날 121개국에서 29개의 언어로 모두 100만 개 이상이 판매된 것으로 알려져 있다.
게임의 보드는 15 x 15 크기이며, 알파벳 타일의 개수는 모두 100개, 각 플레이어는 타일 랙에 7개씩의 알파벳 타일을 갖고 게임을 진행한다.

## 구성물
스크래블 구성물로는 보드판 1개, 타일 랙 4개, 타일 100개, 그리고 타일 주머니 1개가 들어있다.

### 타일
스크래블 타일은 총 100개이며, 각 알파벳 문자의 사용 빈도에 따라 개수를 다르게 했으며, 게임 중 점수 또한 다르게 했다. 알파벳 적힌 타일 오른쪽 밑에 적혀진 숫자는 게임 중에서 얻는 점수이다.
| 알파벳(大) | 알파벳(小) | 개수 | 점수 |
| ---------- | ---------- | ---- | ---- |
| A          | a          | 9    | 1    |
| B          | b          | 2    | 3    |
| C          | c          | 2    | 3    |
| D          | d          | 4    | 2    |
| E          | e          | 12   | 1    |
| F          | f          | 2    | 4    |
| G          | g          | 3    | 2    |
| H          | h          | 2    | 4    |
| I          | i          | 9    | 1    |
| J          | j          | 1    | 8    |
| K          | k          | 1    | 5    |
| L          | l          | 4    | 1    |
| M          | m          | 2    | 3    |
| N          | n          | 6    | 1    |
| O          | o          | 8    | 1    |
| P          | p          | 2    | 3    |
| Q          | q          | 1    | 10   |
| R          | r          | 6    | 1    |
| S          | s          | 4    | 1    |
| T          | t          | 6    | 1    |
| U          | u          | 4    | 1    |
| V          | v          | 2    | 4    |
| W          | w          | 2    | 4    |
| X          | x          | 1    | 8    |
| Y          | y          | 2    | 4    |
| Z          | z          | 1    | 10   |
| (빈칸)     | (빈칸)     | 2    | 0    |
| 총계       | 총계       | 100  |      |

## 참고 및 외부 링크
- (영어) 스크래블   - 보드게임긱 평점 6.52/10.00
- (영어) 마텔의 스크래블 페이지
- (영어) 하스브로의 스크래블 페이지 보관됨 2008-02-28 - 웨이백 머신
- (영어) The History of Scrabble